# Puccinia nassellae
Puccinia nassellae ist eine Ständerpilzart aus der Ordnung der Rostpilze (Pucciniales). Der Pilz ist ein Endoparasit von Süßgräsern des Tribus Stipeae. Symptome des Befalls durch die Art sind Rostflecken und Pusteln auf den Blattoberflächen der Wirtspflanzen. Sie ist in Südamerika verbreitet.

## Merkmale

### Makroskopische Merkmale
Puccinia nassellae ist mit bloßem Auge nur anhand der auf der Oberfläche des Wirtes hervortretenden Sporenlager zu erkennen. Sie wachsen in Nestern, die als gelbliche bis braune Flecken und Pusteln auf den Blattoberflächen erscheinen.

### Mikroskopische Merkmale
Das Myzel von Puccinia nassellae wächst wie bei allen Puccinia-Arten interzellulär und bildet Saugfäden, die in das Speichergewebe des Wirtes wachsen. Aecien oder Spermogonien der Art sind nicht bekannt. Die zimtbraunen Uredien des Pilzes wachsen unterseitig auf den Blattoberflächen der Wirtspflanze. Ihre goldenen Uredosporen sind oval bis fast kugelig, 26–30 × 23–26 µm groß und fein stachelwarzig. Die Telien sind schwarzbraun, unbedeckt und kompakt. Die haselnussbraunen Teliosporen sind zweizellig, in der Regel breitellipsoid und 36–44 × 21–26 µm groß; ihre Stiele sind hyalin oder golden und bis zu 60 µm lang.

## Verbreitung
Das bekannte Verbreitungsgebiet von Puccinia nassellae umfasst Südamerika von Argentinien bis nach Bolivien.

## Ökologie
Die Wirtspflanzen von Puccinia nassellae sind Süßgräser des Tribus Stipeae (Stipa brachyphylla und Nessella spp.). Der Pilz ernährt sich von den im Speichergewebe der Pflanzen vorhandenen Nährstoffen, seine Sporenlager brechen später durch die Blattoberfläche und setzen Sporen frei. Die Art verfügt über einen Entwicklungszyklus, von dem bislang lediglich Telien und Uredien sowie deren Wirt bekannt sind; Spermogonien und Aecien konnten dem Pilz nicht zugeordnet werden.